# 滕博埃什蒂鄉
45°31′N 27°03′E / 45.517°N 27.050°E
滕博埃什蒂鄉（羅馬尼亞語：Comuna Tâmboești, Vrancea），是羅馬尼亞的鄉份，位於該國東部，由弗朗恰縣負責管轄，處於布加勒斯特以北140公里，每年平均降雨量906毫米，海拔高度178米，2002年人口3,033。